# Diyora Keldiyorova
Diyora Baxtiyorovna Keldiyorova (en uzbec: Диёра Бахтиёровна Келдиёрова; nascuda el 13 de juliol de 1998) és una judoka uzbeka. Va guanyar la medalla d'or en la prova femenina de 52 kg als Jocs Olímpics d'estiu de 2024 celebrats a París, França. A més, ha guanyat 3 medalles en els Campionats del Món, 1 medalla d'or en els Jocs Asiàtics i 5 medalles (2 d'or) en els Campionats d'Àsia.
Fou la primera atleta del país centre asiàtic en guanyar un torneig de Grand Slam de Judo, la primera atleta en guanyar un or olímpic en Judo i la primera atleta femenina en guanyar un or en qualsevol disciplina.

## Carrera
Keldiyorova va guanyar una de les medalles de bronze en la prova de 44 kg femení als Jocs Asiàtics de la Joventut de 2013 celebrats a Nanjing, Xina.
El 2018, va competir en l'esdeveniment de 48 kg femení als Jocs Asiàtics de Jakarta, Indonèsia. Va entrar a la repesca després de perdre el seu segon partit, contra Ami Kondo del Japó, i després va ser eliminada de la competició en el seu partit contra Jon Yu-sun de Corea del Nord. A la Universitat de 2019 celebrada a Nàpols, Itàlia, va guanyar una de les medalles de bronze en la prova femenina de 52 kg. A l'esdeveniment de 52 kg femení als Jocs Mundials Militars de 2019 celebrats a Wuhan, Xina, també va guanyar una de les medalles de bronze.
El 2019, va guanyar una de les medalles de bronze en el seu esdeveniment al Judo World Masters celebrat a Qingdao, Xina. Aquell mateix any també va guanyar la medalla d'or en el seu esdeveniment als Campionats de judo d'Àsia-Pacífic celebrats a Fujairah, als Emirats Àrabs Units. El 2021, va competir en l'esdeveniment femení de 52 kg al Judo World Masters celebrat a Doha, Qatar. Uns mesos més tard, va guanyar la medalla d'or al seu esdeveniment al Grand Slam de judo d'Antalya 2021 celebrat a Antalya, Turquia, i la medalla de plata al Campionat de judo d'Àsia-Pacífic de 2021 celebrat a Bishkek, Kirguizistan. El juny de 2021, va perdre el seu partit per la medalla de bronze en l'esdeveniment femení de 52 kg al Campionat del Món de Judo celebrat a Budapest, Hongria.
El 28 de juliol de 2024 va guanyar als Jocs Olímpics de París en la categoria  - 52Kg Femení. A la final, va derrotar l'atleta kosovar Distria Krasniqi.

## Trajectòria professional
| Jocs Olímpics     | Jocs Olímpics | Jocs Olímpics | Jocs Olímpics |
| Any               | Seu           | Posició       | Prova         |
| ----------------- | ------------- | ------------- | ------------- |
| 2020              | Tòquio        | 1a ronda      | -52 kg        |
| 2020              | Tòquio        | 1a ronda      | Equips mixt   |
| 2024              | París         | 1             | -52 kg        |
| 2024              | París         | 7a posició    | Equips mixt   |
| Campionat del Món |               |               |               |
| 2019              | Tòquio        | 1/8 final     | -52 kg        |
| 2021              | Budapest      | 5a posició    | -52 kg        |
| 2021              | Budapest      | 3             | Equips mixt   |
| 2022              | Taixkent      | 1/8 final     | -52 kg        |
| 2022              | Taixkent      | 1/8 final     | Equips mixt   |
| 2023              | Doha          | 2             | -52 kg        |
| 2023              | Doha          | 7a posició    | Equips mixt   |
| 2024              | Abu Dhabi     | 2             | -52 kg        |
| 2024              | Abu Dhabi     | 5a posició    | Equips mixt   |
| Jocs Asiàtics     |               |               |               |
| 2018              | Jakarta       | 7a posició    | -52 kg        |
| 2023              | Hangzhou      | 1             | -52 kg        |
| Campionat d'Àsia  |               |               |               |
| 2016              | Taixkent      | 1/16 final    | -52 kg        |
| 2017              | Hong Kong     | 7a posició    | -52 kg        |
| 2019              | Fujairah      | 1             | -52 kg        |
| 2021              | Bixkek        | 2             | -52 kg        |
| 2022              | Astana        | 1             | -52 kg        |
| 2024              | Hong Kong     | 3             | -52 kg        |
| 2024              | Hong Kong     | 3             | Equips mixt   |